# Гайнц-Юрґен Боте
Гайнц-Юрґен Боте (нім. Heinz-Jürgen Bothe, 5 листопада 1941) — німецький академічний веслувальник.
Олімпійський чемпіон 1968 року в складі розпашної двійки без стернового.
Бронзовий призер Чемпіонату світу 1966 року в складі вісімки.
Срібний призер Чемпіонату Європи 1969 року в складі розпашної четвірки зі стерновим.